# Баодэ
Баодэ́ (кит. упр. 保德, пиньинь Bǎodé) — уезд городского округа Синьчжоу провинции Шаньси (КНР).

## История
При империи Сун в 993 году был создан военный округ Динцян (定羌军). В 1005 году он был переименован в военный округ Баодэ (保德军).
При империи Цзинь в 1171 году был создан уезд Баодэ. В 1182 году военный округ Баодэ был преобразован в область Баодэ (保德州). При власти монголов уезд в 1257 году был расформирован, и территория перешла под непосредственное управление областных властей. При империи Мин в 1374 году область была понижена в ранге до уезда, но в 1376 году уезд был вновь поднят в статусе до области.
После Синьхайской революции в Китае была проведена реформа структуры административного деления, в ходе которой области были упразднены, и область Баодэ была преобразована в уезд Баодэ.
В 1949 году был образован Специальный район Синсянь (兴县专区), и уезд вошёл в его состав. В 1952 году Специальный район Синсянь был расформирован, и уезд перешёл в состав Специального района Синьсянь (忻县专区). В 1958 году Специальный район Синьсянь и Специальный район Ябэй (雁北专区) были объединены в Специальный район Цзиньбэй (晋北专区); при этом уезд Баодэ был расформирован, а его территория разделена между уездами Синсянь и Хэцюй. В 1961 году Специальный район Цзиньбэй был вновь разделён на Специальный район Ябэй и Специальный район Синьсянь, и воссозданный в прежних границах уезд Баодэ уезд снова оказался в составе Специального района Синьсянь.
В 1967 году Специальный район Синьсянь был переименован в Округ Синьсянь (忻县地区). В 1983 году Округ Синьсянь был переименован в Округ Синьчжоу (忻州地区).
В 2000 году постановлением Госсовета КНР были расформированы округ Синьчжоу и городской уезд Синьчжоу, и создан городской округ Синьчжоу.

## Административное деление
Уезд делится на 4 посёлка и 9 волостей.